# Craugastor bocourti
Craugastor bocourti är en groddjursart som först beskrevs av Brocchi 1877.  Craugastor bocourti ingår i släktet Craugastor och familjen Craugastoridae. IUCN kategoriserar arten globalt som sårbar. Inga underarter finns listade i Catalogue of Life.